# American Twilight
American Twilight — пятый студийный альбом Crime and the City Solution, коллектива с международным составом, изданный в 2013 году.

## Об альбоме
American Twilight стал первым альбомом группы после 23-летнего молчания. Коллектив, прежде базировавшийся в Мельбурне, Лондоне и Берлине, переехал в окрестности Детройта — города, символизирующего упадок Западного мира и гибель «Американской мечты». Именно здесь лидер Crime and the City Solution — австралийский музыкант Саймона Бонни — нашёл вдохновение для создания нового альбома забытой группы. Бонни считает американскую культуру своеобразным ориентиром для всех австралийцев, а захудалый Детройт сравнивает с послевоенным Берлином.
В работе над пластинкой приняли участие музыканты берлинского периода Crime and the City Solution — немецкий экспериментатор и участник Einstürzende Neubauten Александр Хаке и австралийская мультиинструменталистка и супруга Саймона Бонни Бронуин Адамс — а также пятеро новых участников, среди которых: американская певица и супруга Александра Хаке Дэниэлла де Пиккиотто, американский гитарист и лидер групп 16 Horsepower и Woven Hand Дэвид Юджин Эдвардс, американский автор-исполнитель и бывший бас-гитарист The Dirtbombs Трой Грегори, ударник австралийского инструментального трио Dirty Three Джим Уайт и клавишник американских гаражных рок-групп Outrageous Cherry и The Volebeat Мэттью Смит.
26 марта 2013 года коллектив представил American Twilight — альбом-элегию об «Американской мечте» и рассказ о мифической Америке, которая живёт в умах людей, но никогда не существовала в реальности.

## Отзывы
Музыкальные критики встретели альбом крайне благожелательно. Обозреватель электронного журнала Drowned in Sound Алекс Снакс оценил American Twilight на 7 звёзд из 10, отметив «мелодии, богатые деталями, отточенные музыкальные идеи, продуманную вокальную аранжировку и выразительную лирику». Рецензент интернет-издания PopMatters Зак Шонфилд также дал альбому 7 звёзд из 10, написав, что Crime and the City Solution, несомненно, записали альбом не ради коммерческой выгоды, а просто потому, что они должны были его сделать.
Редактор британского музыкального сайта MusicOMH Томас Инхэм дал пластинке 4 звезды из 5 за «темы любви и потери» и то «тоскливое чувство социальной несправедливости», которое он рождает. Критик энциклопедического ресурса Allmusic Том Юрек, как и его британский коллега, оценил альбом на 4 звезды из 5, заявив, что «American Twilight — это не просто триумфальное возвращение Crime and the City Solution, <…> а уникальная запись о культурном и духовном кризисе, с которым человек сталкивается, и о выборе, который он делает».

## Список композиций
| №  | Название                             | Длительность |
| -- | ------------------------------------ | ------------ |
| 1. | «Goddess»                            | 3:50         |
| 2. | «My Love Takes Me There»             | 4:10         |
| 3. | «Riven Man»                          | 4:33         |
| 4. | «Domina»                             | 6:48         |
| 5. | «The Colonel (Doesn’t Call Anymore)» | 6:31         |
| 6. | «Beyond Good and Evil»               | 4:09         |
| 7. | «American Twilight»                  | 5:19         |
| 8. | «Streets of West Memphis»            | 5:49         |

## Участники записи
- Саймон Бонни — вокал
- Александр Хаке — гитара, бэк-вокал
- Дэвид Юджин Эдвардс — гитара, бэк-вокал
- Трой Грегори — бас-гитара, виолончель, бэк-вокал
- Бронуин Адамс — скрипка, бэк-вокал
- Дэниэлла де Пиккиотто — арфа, бэк-вокал
- Мэттью Смит — клавишные, бэк-вокал
- Джим Уайт — ударные